# Leandra subseriata
Leandra subseriata es una especie  de planta fanerógama perteneciente a la familia Melastomataceae.  Se distribuye desde México hasta Sudamérica.

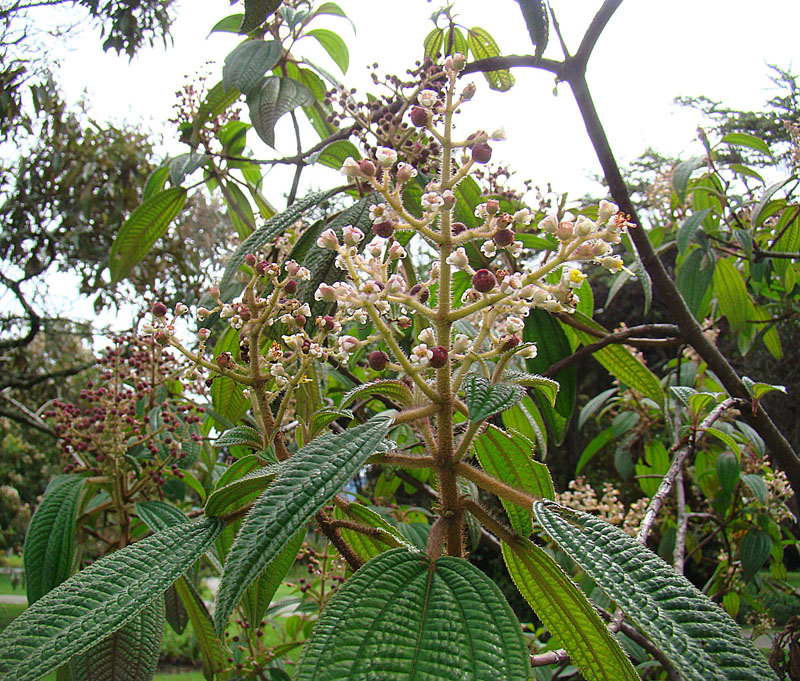
Inflorescencia

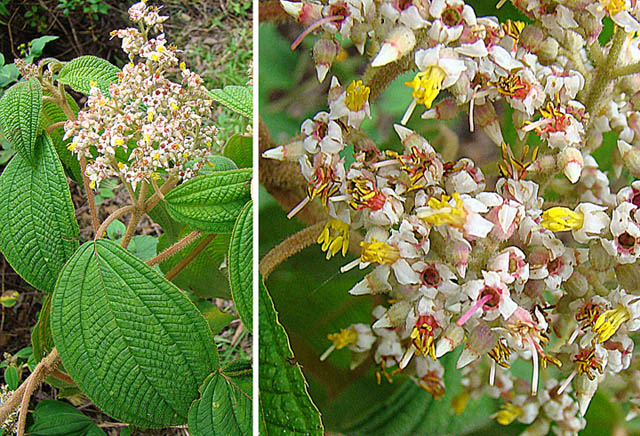
Detalles

## Descripción
Son arbustos que alcanzan un tamaño de 1-3  m de altura; las ramitas jóvenes redondeadas, pecíolos e inflorescencias copiosamente cubiertas con tricomas con púas pequeñas y/o plumosos sobrepasados por tricomas de 1-2 mm, lisos y proyectados, frecuentemente con púas pequeñas o ásperos basalmente ásperos. Las hojas de 6.5-19 × 2-9.5 cm, elíptico-ovadas a ovado-lanceoladas, 5-7-nervias o el nervio principal inconspicuamente dividido por encima de la base. Las inflorescencias en panículas de 5-15  cm, multifloras; flores subsésiles o con pedicelos hasta 0.25 mm y secundas en las ramitas divergentes; bractéolas c. 1 mm, subuladas, persistentes. Flores 5-meras. Hipanto (en la antesis) 1.75-2.5 mm esparcida a moderadamente estrellado-puberulento y algunas veces (en especial basalmente) esparcidamente setuloso; lobos del cáliz c. 0.25 mm, deprimido triangulares, igualados por los dientes subulados. Pétalos 2-2.5 × 1-2 mm, blancos, inconspicuamente granulosos. Filamentos 1.75-2 mm; tecas de las anteras 1.5-1.75 mm, amarillas, el conectivo simple, el poro truncado a ventralmente inclinado. Ovario 1/ 2 ínfero, 3-locular, el collar apical corto, ciliado. Los frutos son bayas 4-5 mm de diámetro, púrpuras cuando maduras; semillas de 0.5 mm. Tiene un número de cromosomas de 2n = 34.

## Distribución y hábitat
Se encuentra en los bosques de neblina, orillas de caminos perturbados, campos cultivados a una altitud de 1100-2800 metros, en México, Mesoamérica, Colombia, Venezuela, Ecuador.

## Taxonomía
Leandra subseriata fue descrita por (Naudin) Cogn. y publicado en Flora Brasiliensis 14(4): 73. 1886.
Sinonimia
- Clidemia amblyandra Naudin
- Clidemia subseriata Naudin
- Leandra mucida Markgr.
- Oxymeris subseriata (Naudin) Triana[2]